# Stora Hässjön
Stora Hässjön är en sjö i Askersunds kommun i Närke och ingår i Motala ströms huvudavrinningsområde. Sjön har en area på 0,0892 kvadratkilometer och ligger 120,2 meter över havet.

## Delavrinningsområde
Stora Hässjön ingår i det delavrinningsområde (653059-146504) som SMHI kallar för Inloppet i Storsjön. Medelhöjden är 133 meter över havet och ytan är 7,46 kvadratkilometer. Räknas de 7 avrinningsområdena uppströms in blir den ackumulerade arean 63,66 kvadratkilometer. Emmaån (Boverkeån) som avvattnar avrinningsområdet har biflödesordning 3, vilket innebär att vattnet flödar genom totalt 3 vattendrag innan det når havet efter 91 kilometer. Avrinningsområdet består mestadels av skog (76 procent). Avrinningsområdet har 0,09 kvadratkilometer vattenytor vilket ger det en sjöprocent på 1,2 procent.